# Fanny Ardant
Fanny Marguerite Judith Ardant (ur. 22 marca 1949 w Saumur) – francuska aktorka, reżyserka, scenarzystka i piosenkarka. Dwukrotna laureatka Cezara.

## Życiorys
Urodziła się w Saumur w departamencie Maine i Loara jako córka dyplomaty wojskowego pułkownika Jean–Marie Ardanta. Jest spokrewniona z Charlesem Ardantem du Picqem. Dzieciństwo spędziła podróżując po Europie. Dorastała w Monako do 17 roku życia, kiedy to przeprowadziła się do Aix-en-Provence, aby studiować stosunki międzynarodowe w Instytucie Nauk Politycznych, który ukończyła po trzech latach w 1971. 
Mając dwadzieścia kilka lat, jej zainteresowania skierowały się w stronę teatru. Po kursie aktorskim u Jeana Périmony, w 1974 po raz pierwszy pojawiła się na scenie w sztuce Pierre’a Corneille’a Polieukt. Wystąpiła też w przedstawieniach: Mistrz zakonu Santiago Henry’ego de Montherlanta (1976), Estera Jeana Racine’a (1977), Elektra Jeana Giraudoux (1978) i Złota czaszka Paula Claudela (1979).
Debiutowała na ekranie w niewielkiej roli Marie-Paule w dramacie Marie–poupée (1976) z André Dussollier. Następnie wystąpiła jako Jeanne Laurent w miniserialu fantastycznonaukowym TF1 Mutant (Le mutant, 1978) z Gillesem Kohlerem, dreszczowcu Psy (Les chiens, 1979) u boku Gérarda Depardieu i jako Natacha w serialu France 3 Kino 16: Muza i Madonna (Cinéma 16: La muse et la Madone, 1979) z Françoise Fabian i Francisem Husterem. Zwróciła na siebie uwagę w roli Fanny Vilatte w miniserialu Antenne 2 Lata marzeń i złudzeń (Les dames de la côte, 1979–1980) z Edwige Feuillère, z którą spotkała się ponownie na planie miniserialu Antenne 2 Głowa rodziny (Le chef de famille, 1982), gdzie zagrała Catarinę Coste, znaną jako Katy.
Po występie w roli Véronique w dramacie muzycznym Claude’a Leloucha Jedni i drudzy (Les uns et les autres, 1980), François Truffaut powierzył jej rolę Mathilde Bauchard w melodramacie Kobieta z sąsiedztwa (La femme d’à côté, 1981), za którą była nominowana do Cezara dla najlepszej aktorki. W 1983 powróciła na scenę w roli tytułowej w inscenizacji Augusta Strindberga Panna Julia, gdzie jej poprzedniczką była Isabelle Adjani. Volker Schlöndorff zaangażował ją do roli księżnej Oriane de Guermantes w Miłość Swanna (Un amour de Swann, 1983) na podstawie fragmentów W poszukiwaniu straconego czasu Marcela Prousta z udziałem Jeremy’ego Ironsa, Ornelli Muti i Alaina Delona.
Zasiadała w jury konkursu głównego na 43. MFF w Cannes (1990).
Ze związku z aktorem Dominique Leverdem ma córkę Lumir (ur. 4 kwietnia 1975). W latach 1981–1984 jej partnerem był François Truffaut, z którym miała córkę Joséphine (ur. 28 września 1983). Daughter: Lumir (ur. 1975). Ze związku z producentem filmowym Fabio Conversim ma córkę Baladine (ur. 24 kwietnia 1990).

## Filmografia
- Marie-poupée (1976) jako Marie-Paule, żona George'a
- Psy (Les Chiens, 1979) jako pielęgniarka
- La Muse et la Madone (1979) jako Natacha
- Le Roman du samedi: Mémoires de deux jeunes mariées (1981) jako Louise de Chaulieu
- Jedni i drudzy (Les uns et les autres, 1981) jako Véronique
- Kobieta z sąsiedztwa (La femme d'à côté, 1981) jako Mathilde Bauchard
- Opowieści Niesamowite: Upadek domu Usherów (Histoires extraordinaires: La chute de la maison Usher, 1981) jako Madeline Usher
- Byle do niedzieli (Vivement dimanche !, 1983) jako Barbara Becker
- Życie jest powieścią (La vie est un roman, 1983) jako Livia Cerasquier
- Desiderio (1983) jako Lucia
- Benvenuta (1983) jako Benvenuta
- Mademoiselle Julie (1984) jako Julie
- Miłość Swanna (Un amour de Swann, 1984) jako księżna Guermantes
- Miłość aż po śmierć (L’Amour à mort, 1984) jako Judith Martignac
- Les Enragés (1985) jako Jessica Melrose
- Vivement Truffaut (1985) jako ona sama/Barbara
- Następne lato (L'Été prochain, 1985) jako Dina
- Melodramat (Mélo, 1986) jako Christiane Levesque
- Narada rodzinna (Conseil de famille, 1986) jako matka
- Paltoquet (Le Paltoquet, 1986) jako Lotte
- Rodzina (La Famiglia, 1987) jako Adriana w dojrzałym wieku
- Lęk i miłość (Paura e amore, 1988) jako Velia
- Médecins des hommes (1988)
- L'altro enigma (1988) jako wróżka
- Australia (1989) jako Jeanne Gauthier
- Nie płacz, my love (Pleure pas, my love, 1989) jako Roxane
- Aventure de Catherine C. (1990) jako Catherine Crachat
- Strach przed ciemnością (Afraid of the Dark, 1991) jako Miriam
- Amok (1993) jako Elle
- La femme du déserteur (1993) jako Nina
- Pułkownik Chabert (Le Colonel Chabert, 1994) jako księżna Ferraud
- Po tamtej stronie chmur (Al di là delle nuvole, 1995) jako Patricia
- Sto i jedna noc (Les cent et une nuits, 1995) jako gwiazda podróżująca nocą
- Sabrina (1995) jako Irčne
- Śmieszność (Ridicule, 1996) jako madame de Blayac
- Robienie filmów to dla mnie życie (Fare un film per me è vivere, 1996)
- Désiré (1996) jako Odette
- Pedał (Pédale douce, 1996) jako Eva
- Kolacja (La Cena, 1998) jako Flora
- Elizabeth (1998) jako Maria z Gwizjuszy
- Balzac (1999) jako Ewelina Hańska
- Syn Francuza (Le fils du français, 1999) jako Anne
- La débandade (1999) jako Marie Langmann
- Libertyn (Le Libertin, 2000) jako madame Therbouche
- Boskie jak diabli (Sin noticias de Dios, 2001) jako Marina D’Angelo
- Change moi ma vie (2001) jako Nina
- Wieczna Callas (Callas Forever, 2002) jako Maria Callas
- 8 kobiet (8 femmes, 2002) jako Pierrette
- Sarah (2003) jako Sarah Bernhardt
- Nathalie... (2003) jako Catherine
- Zapach krwi (L' Odore del sangue, 2004) jako Silvia
- Rok potopu (El año del diluvio, 2004) jako Sor Consuelo
- Zakochany Paryż (Paris, je t'aime, 2006) jako Fanny Forestier
- Le Beau monde (2006)
- Czytadło (Roman de gare, 2007) jako Judith Ralitzer
- Godzina szczytu (L'ora di punta, 2007) jako Caterina
- Sekrety (Ha-Sodot, 2007) jako Anouk
- Witaj, Do widzenia (Hello Goodbye, 2008) jako Gisele Gaash
- Boski (Il divo, 2008) jako żona ambasadora Francji
- Twarz (Visage, 2009) jako producentka / żona Hérode
- Skarb (Trésor, 2009) jako Françoise Lagier
- Shéhérezade et le délice casher (2010) jako Esther
- Rasputin (Raspoutine, 2011) jako cesarzowa Alexandra
- Interno giorno (2011) jako Maria
- Strzelec (Le guetteur, 2012) jako kobieta Giovanniego
- Miroir mon amour (2012) jako królowa
- Nos retrouvailles (2012) jako Elisabeth Andrieu
- Le clan des Lanzac (2013) jako Elisabeth Lanzac
- Rasputin (Raspoutine, 2013) jako caryca Aleksandra
- Piękne dni (Les beaux jours, 2013) jako Caroline
- Casanova Variations (2014) jako Lucrecia
- For This Is My Body (2014) jako kobieta
- Szyk! (Chic !, 2014) jako Alicia Ricosi
- Lola Pater (2016) jako Lola
- Facet do wymiany (Rock'n'Roll, 2017) jako Fanny Ardant
- Waiting for You (2017) jako Madeleine Brown
- Ma mère est folle (2018) Jako Nina Renner
- Dziennik mojego umysłu (Ondes de choc - Journal de ma tête, 2018)
- Poznajmy się jeszcze raz (La belle époque, 2019) jako Marianne Drumond
- Niezbędna konieczność (Perdrix, 2019) jako Thérèse Perdrix
- DNA (ADN, 2020) jako Caroline
- Młodzi kochankowie (Les jeunes amants, 2021) jako Shauna Loszinsky
- Amusia (2022)
- Les volets verts (2022) jako Jeanne Swann
- Kolory ognia (Couleurs de l'incendie, 2022) jako Solange Gallinato
- Retour en Alexandrie (2023) jako Fairouz
- Do usług szanownej pani (Complètement cramé !, 2023) jako Nathalie
- The Palace (2023) jako Constance Rose Marie de la Valle
- American Star (2024)

## Nagrody
| Rok  | Nagroda                                                           | Kategoria                              | Film                                             |
| ---- | ----------------------------------------------------------------- | -------------------------------------- | ------------------------------------------------ |
| 1997 | Cezar                                                             | Najlepsza aktorka                      | Pedał (1996)                                     |
| 2002 | Srebrny Niedźwiedź 52. Międzynarodowy Festiwal Filmowy w Berlinie | Najlepszy zespół aktorski              | 8 kobiet (8 femmes, 2002)                        |
| 2002 | Europejska Nagroda Filmowa                                        | Najlepszy zespół aktorski              | 8 kobiet (8 femmes, 2002)                        |
| 2003 | Międzynarodowy Festiwal Filmowy w Moskwie                         | Nagroda im. Stanisławskiego            | –                                                |
| 2004 | Nastro d’argento                                                  | Europejska srebrna wstążka             | –                                                |
| 2020 | Cezar                                                             | Najlepsza aktorka w roli drugoplanowej | Poznajmy się jeszcze raz (La Belle Époque, 2019) |